# 兵補
兵補（へいほ）とは、第二次世界大戦中に、日本軍が東南アジアの占領地で組織した現地人補助兵のことである。軍人ではなく軍属に準ずる形式で日本の陸海軍部隊の編制内に組み込まれ、日本軍将兵の指揮下で戦闘要員あるいは労働力として運用された。採用地を離れてソロモン諸島やビルマに派遣された例もあり、相当数の死傷者を出した。

## 沿革
1941年（昭和16年）末の太平洋戦争勃発後、日本軍は、南方作戦で東南アジア一帯を占領し、陸海軍が地域を分担しての軍政を敷いた。陸軍省は、軍務局軍事課長の西浦進大佐の構想などに基づき、占領地の現地人を治安部隊や補助戦闘部隊として組織化する方針を立て、1942年（昭和17年）6月に大本営陸軍部は「原住民武装団体」の育成を前線部隊に許可した（大陸指第1196号の5）。これに基づき、オランダ領東インドのジャワ島を担当する第16軍が、同年8月、軍隊経験のあるインドネシア人男子を日本陸軍部隊の補助要員として募集する告示を行った。第16軍部隊の他地域転用による兵力不足を補う目的、捕虜状態から解放されつつあった元オランダ植民地軍の兵士を収容して懐柔する目的、鹵獲兵器の有効活用を図る目的に基づく施策であった。前川佳遠理は、この時期の補助要員を初期兵補と分類している。初期兵補は旧植民地軍の元兵士が主力で、解放捕虜からの志願者のほか、開放前の捕虜が強制的に入隊させられる例もあった。
その後、1943年（昭和18年）までに、日本陸軍は、旧植民地軍兵士以外からの一般募集による大規模な兵補整備を開始した。1942年9月には、陸軍省により「兵補規程」（陸亜密第3636号）が定められて基本的な法的根拠ができ、翌1943年4月に南方軍が発した「兵補規程施行細則」で制度が確立された。身分が不明確だった初期兵補も新制度に吸収されることになった。陸軍兵補の一般募集は1943年5月から本格開始され、16歳から25歳の男子を対象に1945年（昭和20年）3月まで計7回の募集が行われた。募集開始した頃の兵補は、現地人により独立・国軍整備への一歩と考えられ、衣食住の保証があったこともあり、志願者が多かった。インドネシアにおける兵補は最大で50,000人に達したという。しかしあくまで日本軍の補助要員としての位置づけであることや、故郷を離れて前線に投入されることが明らかになると、志願者が減った。このため地域ごとに供出人数を割り当てて、村長や青年団を通じて労務者になるか兵補になるか迫るような半強制的な徴募になっていった。ジャワ島では代わりに、同年10月に日本軍とは別建ての形式で創設された郷土防衛義勇軍（PETA）へと志願者が集まっている。養成中だった兵補の幹部要員は郷土防衛義勇軍の幹部に転用されたが、一般兵補の移籍はあまり認められなかった。
日本の戦況の悪化が進み、オランダ領東インドの防衛態勢強化が急務になると、日本海軍も大々的な兵補の整備を開始した（海軍兵補）。1944年3月に法的根拠になる「海軍兵補規則」（海軍省達第73号）が制定され、海軍軍政地域およびジャワ島で、計2回の募集が行われた。対象は17歳から30歳未満の男子とされた。海軍は兵補登録した後に人数を絞り込む方式を採り、第一期だけで2万4千人の海軍兵補が採用されている。

## 待遇・教育
兵補の法的身分は、日本軍の「軍属に準じる」身分であった（兵補規程6条）。戦闘任務に参加するにもかかわらず軍人ではなく準軍属の身分としたのは、ハーグ陸戦条約が捕虜の作戦関係労務への使用禁止（附属書6条）や占領地住民への忠誠宣誓強制の禁止（附属書45条）を規定していることを踏まえ、同条約に違反した戦争犯罪を避ける目的であったと見られる。日本軍人の兵から下士官に準じて、二等兵補（二等兵相当）から陸軍では一等班長（曹長相当）・海軍では上等兵補長（上等兵曹相当）まで7段階の階級が設けられており、功績と在営年数により昇進する規定だった。
兵補の生活待遇は、軍属であることもあって日本兵に比べると若干劣ったが、衣食住はそれなりに魅力のあるものであった。給与は二等兵補で最低月額30ギルダーと規定されたが、元兵補の証言によると実際の支給額は採用直後の独身者の場合で18-20ギルダーしかなかった。給与の1/3は郷里渡しとされ手元に残らず、別に1/3は軍事郵便貯金として強制貯金されていた。また、軍人勅諭や戦陣訓の暗唱、軍事訓練は日本兵と同等に行われ、イスラム教徒の礼拝など宗教面での配慮が欠けたり、日本兵から暴力が振るわれたりすることは、兵補の不満を高めた。
教育期間は原則として6カ月とされた（兵補規程4条）。一般募集の初期に採用された兵補は規定通りの教育期間であったが、1943年後期以降には2-4カ月に短縮されていた。初期兵補となった元植民地兵も扱いが異なり、早期に捕虜から解放されていたジャワ人の志願者の場合は1-4カ月の短縮教育で済まされ、他方、オランダへの忠誠心の厚いアンボン人・メナド人は捕虜収容所から解放されないまま強制的に兵補として実戦部隊に投入されたため、兵補教育も受けなかった。陸軍兵補の場合、元オランダ植民地軍の施設などを利用して各地に開設された兵補学校で、日本の初年兵教育に準じた集団生活による軍事教育が実施された。内容は基本教練や日本語教育、鹵獲兵器を用いた戦闘訓練などであったが、後期には兵器の不足から戦闘訓練は部隊配属後とされる例もあった。マゲラン（en）とチマヒ（en）の練成隊では幹部要員の教育が実施された。海軍兵補の場合、各地の特別根拠地隊ごとに採用され、特別根拠地隊・警備隊所在地で教育を行った。

## 編制

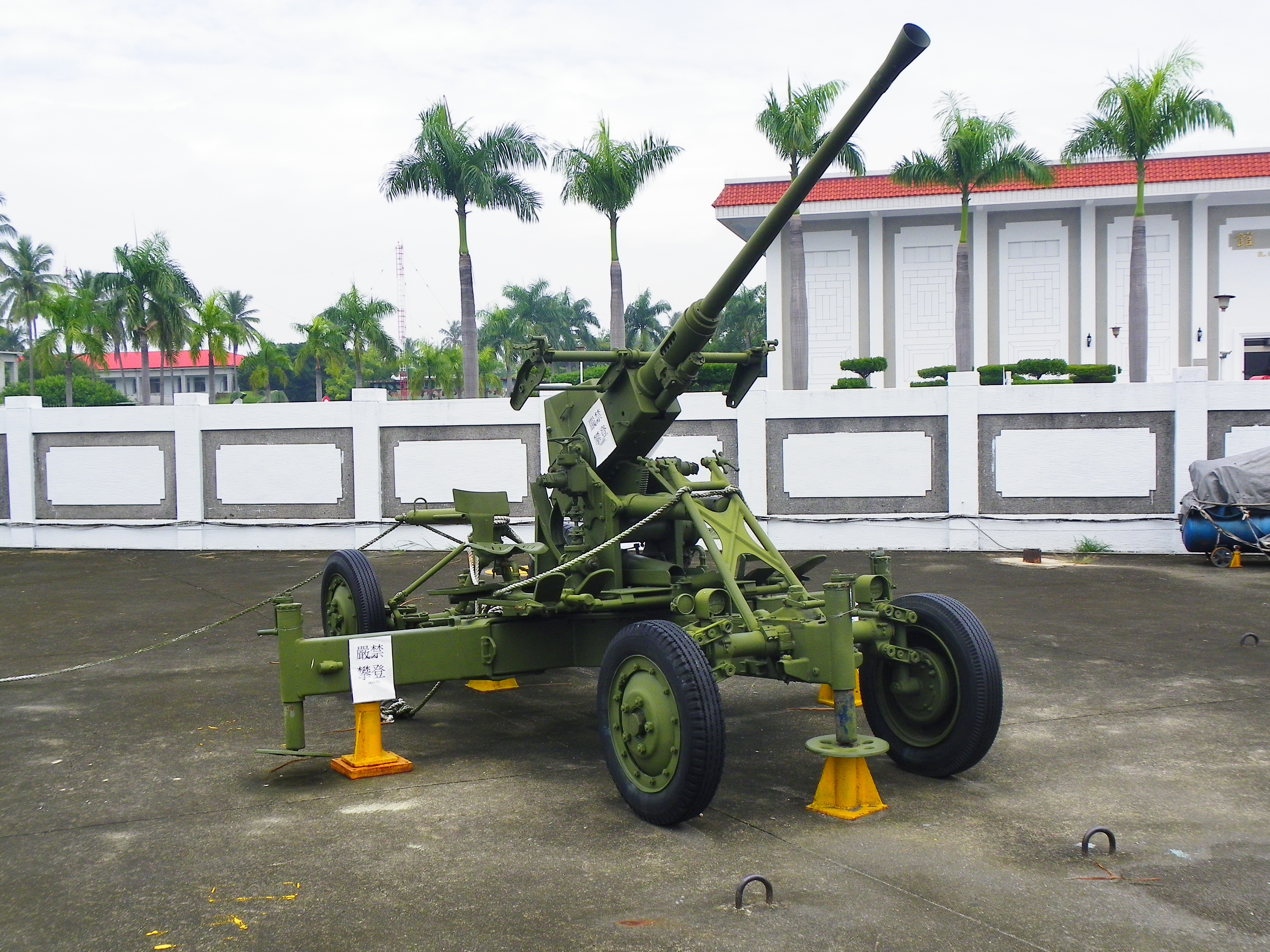
ボフォース40mm機関砲。ジャワ島の特殊防空隊で使用されたものと基本的に同型だが、使用された実物ではない。

陸軍兵補は、工兵や輜重兵系統の各種兵站部隊を中心に、日本人将兵と混成で配属された。歩兵隊や対空部隊、捕虜収容所の警備要員などに充てられた者も多数ある。前線に近い歩兵部隊では兵補の構成比率が2割程度であったのに対し、兵站部隊などでは幹部のみが日本人で兵補が多数を占めた。
兵補のうちオランダへの忠誠心の厚いアンボン人・メナド人の元植民地軍兵士は、反抗を警戒して非武装の編制とされた。
組織的な兵補の運用例として、各種の特設勤務中隊が挙げられる。特設陸上勤務中隊・特設水上勤務中隊・特設建設勤務中隊があり、物資の輸送や道路整備、飛行場建設や陣地構築などに従事した。
自動車関係の部隊でも、鹵獲自動車の運転手に兵補が多く充てられた。日本兵だけで構成された独立自動車中隊・独立自動車大隊に相当する部隊として、特設自動車第1中隊-第40中隊の計40個中隊と、特設自動車第15大隊-第17大隊の3個大隊が編成されている。1943年4月12日に編成された特設自動車第3中隊（編成地：スラバヤ）の例では、中隊長の大尉以下60人の日本人士官・下士官とジャワ人兵補約100名で構成され、トラック50両を装備していた。また、ジャワ島の第16軍隷下には、1944年11月時点で、幹部以外を兵補で構成した特殊自動車隊4隊（計6個中隊・780人）が存在した。
戦闘任務の兵補の例としては、ジャワ島の第16軍が、1944年11月時点で8個の特殊防空隊（計17個中隊・3289人）を編成していた。これも幹部以外が兵補で構成され、各中隊4門の鹵獲ボフォース40mm機関砲を装備していた。ジャワ島やスマトラ島で兵補主体の特設歩兵隊も編成されている。
海軍兵補は、陸軍に比べ戦闘部署への配置が多かった。特別根拠地隊隷下の陸戦隊と、掃海部隊が主な配属先であった。

## 実戦
兵補は採用地域での任務に従事することが原則とされたが、遠く離れた地域に派遣されるものも相当数に上った。特設自動車中隊の例では、総数40個中隊のうち半数以上が編成地とは異なった地域に展開している。ビルマ戦線やフィリピン戦線といった激戦地に派遣された部隊も多く、一般の日本兵と同様に戦死した兵補も多い。特に初期に採用されたアンボン人・メナド人兵補は、遠くソロモン諸島の戦いやニューギニアの戦いに送られた割合が高く、空襲などを受けながら危険な任務に従事した。
激戦地に派遣された例として、特設建設勤務第50中隊はビアク島の戦いで全滅した。また、特設自動車第22中隊（編成地：スマトラ）は1944年10月にルソン島に派遣され、第41軍の指揮下でゲリラ戦を行いつつ終戦を迎えている。タラカン島の戦いで戦死したブギス人兵補について、その活躍を称える兵補募集用のプロパガンダ映画『爆弾兵補長アマットの戦死』が制作された。
なお、故郷から遠い戦場に派遣されることを不満とした兵補の一部は、1944年7月23日にチラチャップ（en）で日本軍に対し反乱をおこして制圧されている。兵補48人が死刑となった。その他にも、待遇不満などから数度の反乱事件が起きている。

## 廃止
1945年8月の日本の敗戦・軍備解体により、「原住民軍隊解散命令」が一方的に出され、これに伴い給与、解除手当、食料、被服の支給等が取り決められたが、兵補のほとんどは何の理由もなく解散させられ、兵補の制度が廃止された。強制貯金分は払い戻しされないままとなった。第7方面軍は8月18日に兵補の解散命令を発している。終戦時の兵補の総数は、ジャワ島の第16軍の報告では2万5千人とされるが、スマトラ島やマレー半島、ビルマやニューギニアなど他地域に展開した陸軍兵補が2万7千人以上あり、海軍兵補も合わせると7万人程度と推定される。遠征先で解散となり、帰国不能となる兵補が多数生じた。
また日本政府によるインドネシア激戦地での遺骨収集の際、兵補の遺骨まで日本に持ち帰るということがあり、これを契機にインドネシア元兵補中央協議会が結成され、日本政府に対し「戦場や陣地で、連合軍の銃弾が日本人兵士とインドネシア人兵補を区別して飛んで来たことは一度もなかった」という信念のもと「正式な文書による解雇と、解雇時の二階級特進」「元日本兵と同等の扱い」「給与の天引き貯金の返還」を求めた。この会は約35,000人の元兵補と戦死者の妻を把握している。
なお、元兵補からは、同じく日本軍の養成した郷土防衛義勇軍の将兵とともにインドネシア独立戦争などの武装独立運動に参加する者があったが、独立達成後の新国軍では格段に少数派にとどまった。元兵補のうち、アンボン人やマナド人などキリスト教系の旧植民地軍兵士の中には、再進出してきたオランダ植民地政府側に立って戦う者もあった。

## 史的評価
兵補は、郷土防衛義勇軍などと異なって、あくまで日本軍の一部としての存在であった。日本軍の後方補助兵力の小さな割合を占めただけであったことから、あまり重要な存在とは評価しない見方が多い。インドネシア国軍では、現地人指揮官が率いた郷土防衛義勇軍を自己の起源と規定する一方、兵補については他民族支配下の存在としてオランダ植民地軍の現地人兵士と同視している。
しかし、兵補の兵力の多さや経験から戦後の武装独立運動への寄与は相当大きく、また、現地人の民族ごとの帰属意識やアイデンティティの分化を促し、民族間対立の顕在化につながったとする評価もある。

## 関連文献
- 太田弘毅「陸軍南方占領地の兵補制度:「兵補規定施行細則」を中心に-上-」『政治経済史学』第152号、日本政治経済史学研究所、1979年1月、14-24頁、CRID 1520853834104022272、ISSN 02864266。
- 太田弘毅「陸軍南方占領地の兵補制度:「兵補規定施行細則」を中心に-下-」『政治経済史学』第153号、日本政治経済史学研究所、1979年2月、13-24頁、CRID 1520572358467641600、ISSN 02864266。
- 太田弘毅「陸軍南方占領地兵補制度の発端について」『政治経済史学』第161号、日本政治経済史学研究所、1979年10月、13-22頁、CRID 1520290882022520320、ISSN 02864266。
- 太田弘毅「海軍の兵補制度について」『政治経済史学』第179号、日本政治経済史学研究所、1981年4月、29-52頁、CRID 1520290884254241024、ISSN 02864266。
- 日本インドネシア兵補協会 『インドネシア兵補の訴え』 梨の木社〈シリーズ・問われる戦後補償〉、1993年。
- 『戦争と平和の事典 現代史を読むキーワード』 高文研 ISBN 4-87498-162-3